# Висаитов, Мавлид Алероевич
Мавли́д (Мовли́д, Мовла́ди) Алеро́евич Висаи́тов (13 мая 1913, Надтеречное, Терская область — 23 мая 1986, Грозный) — участник Великой Отечественной войны, командир сначала 255-го отдельного Чечено-Ингушского кавалерийского полка, затем 28-го гвардейского кавалерийского полка (6-я гвардейская кавалерийская дивизия, 3-й гвардейский кавалерийский корпус, 2-й Белорусский фронт), гвардии подполковник, Герой Советского Союза (1990 год).

## Биография

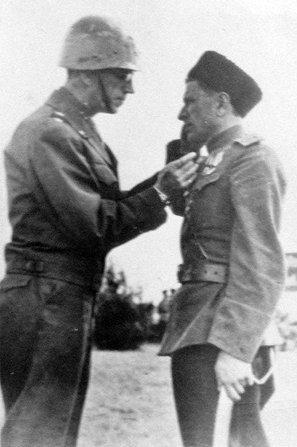
Генерал Боллинг вручает Висаитову орден «Легион почёта».

Памятник Герою Советского Союза Мавлиду Висаитову в Грозном

Памятный знак в честь Героя СССР Мавлида Висаитова в Грозном

Родился в селе Лаха Нёвре (или Нижний Наур, ныне Надтеречный район Чечни) в семье крестьянина. По национальности чеченец. Член КПСС с 1942 года. Окончил кооперативный техникум в 1932 году, работал заведующим магазином.
В Красной Армии с 1932 года. В 1935 году окончил Орджоникидзевскую пехотную школу и кавалерийские курсы усовершенствования командного состава в 1941 году. К началу войны был капитаном в 34-м кавалерийском полку 3-й кавалерийской дивизии под командованием генерал-майора М. Ф. Малеева.
На фронтах Великой Отечественной войны капитан Висаитов с июня 1941 года. Отличился в первых же боях. В бою под Кирданами (Западная Украина) 18 июля 1941 года эскадрон получил приказ на наступление. Несмотря на огонь, командир эскадрона Висаитов лично поднял эскадрон в атаку, сбил боевое охранение и вклинился в оборону противника. В последующие дни эскадрон трижды отражал атаки немцев. В этих боях капитан Висаитов проявил личную храбрость и был ранен. За доблесть и мужество награждён орденом Красного Знамени.
Возвратившись в строй после ранения, был назначен командиром отдельного разведывательного батальона стрелковой дивизии, которой командовал полковник С. И. Горшков.

### 255-й кавалерийский полк
С просьбой к правительству набрать из числа жителей Чечено-Ингушетии добровольцев обратилась группа чеченских и ингушских офицеров. Был сформирован 255-й отдельный Чечено-Ингушский кавалерийский полк. Командиром полка был назначен майор Японц Абадиев, начальником штаба — майор Мавлид Висаитов. Однако 13 мая 1942 года вместо Абадиева, получившего новое назначение, командиром полка был назначен Мавлид Висаитов.
С самого начала Сталинградской битвы полк принимал в ней активное участие. Он был включён в оперативную группу генерала В. И. Чуйкова (в составе 64-й армии под командованием генерал-майора М. С. Шумилова), действовавшую на дальних подступах к Сталинграду. 3 августа 1942 года полк, прикрывавший отход советских войск, был атакован частями 78-го немецкого армейского корпуса 4-й танковой армии в районе города Котельниково (Волгоградская область). В ходе боя были подбиты четыре танка и уничтожены десятки фашистов. Полк понёс тяжёлые потери в личном составе. Под напором превосходящих сил противника, поддерживаемого авиацией, полк вынужден был отступить.
В ходе дальнейших боёв под Сталинградом полк понёс большие потери. Поскольку противник продвинулся далеко вглубь Северного Кавказа, то возможности пополнить его из Чечено-Ингушетии не было. Поэтому командованием было принято решение из остатков полка создать два разведывательных кавалерийских дивизиона и влить их в 4-й кавалерийский корпус под командованием генерал-лейтенанта Т. Т. Шапкина.
В сентябре 1943 года Мовлид Алероевич был назначен помощником инспектора кавалерии Южного фронта.

### 28-й гвардейский кавалерийский полк
28-й гвардейский кавалерийский полк под командованием М. А. Висаитова, входивший в состав 6-й гвардейской кавалерийской Гродненской дивизии под командованием П. П. Брикеля, в ходе наступления с 27 апреля 1945 года в авангарде дивизии во взаимодействии с танковыми и артиллерийскими полками прорвал оборону противника в районе города Шведт (Германия), овладел населённым пунктом Хаммельпринг и городом Райнсберг.
Только за два месяца боёв полк уничтожил, пленил и вывел из строя 2340 немецких солдат и офицеров. Подбил и уничтожил 7 танков, 6 самоходных орудий, 8 станковых пулемётов, 6 транспортёров, одну минбатарею, 3 орудия, 6 ручных пулемётов, один катер и много другой военной техники и снаряжения. Боевые трофеи полка составляют целый арсенал вооружения вражеского стрелкового полка.

Гвардейцы-конники освободили из немецкого рабства десятки тысяч советских людей и наших союзников. За два месяца упорных и кровопролитных боёв в Восточной Пруссии и Померании рядовые, сержанты и офицеры полка, как и вся дивизия и корпус, четырежды получили благодарность Верховного командования, 615 бойцов, сержантов и офицеров удостоились награждения правительственными орденами и медалями…
Полк прошёл с боями 160—170 км, разгромил до двух полков противника, овладел 50 населенными пунктами и уничтожил много живой силы и техники противника. За эти боевые успехи полк был награждён орденом Красного Знамени.
К исходу 2 мая 1945 года полк вышел на реку Эльба и севернее города Виттенберг в числе первых встретился с англо-американскими войсками. Мавлид Висаитов был первым советским офицером, который пожал руку генералу Александру Боллингу, командовавшему передовыми американскими частям. Президентом США Гарри Трумэном Висаитов был представлен к ордену «Легион почёта».

### После войны
К званию Героя Советского Союза представлялся в июне 1945 года, но был награждён Орденом Ленина. В общей сложности трижды представлялся к званию Героя.
После войны решением командования 2-го Белорусского фронта был направлен на учёбу в Военную академию имени М. В. Фрунзе, но через несколько месяцев был отправлен в запас и сослан в Казахстан. После возвращения из депортации жил в городе Грозный. Является автором книги «От Терека до Эльбы. Воспоминания бывшего командира гвардейского полка о боевом пути в годы Великой Отечественной войны», которая была издана в Грозном в 1966 году. В 2013 году книга была переиздана.
Умер 23 мая 1986 года. Похоронен в селе Надтеречное. 5 мая 1990 года Висаитову было присвоено звание Героя Советского Союза (посмертно).

## Интересный факт
Висаитов как-то сидел в компании односельчан на берегу Терека за шашлыками. Его компаньоны заговорили о событиях Великой Отечественной войны. Разговор постепенно перешёл в русло утверждений, что награды давались не по заслугам, а в зависимости от близости к начальству, что солдаты всегда думали только о собственном спасении и подвиги, якобы совершаемые на фронте, — выдумка, призванная оправдать получение наград.
Висаитов лежал у костра и молча слушал. Затем достал свой наградной пистолет ТТ, вынул из него патроны и бросил их в огонь. Собеседники мгновенно смолкли и, после короткого замешательства, начали пятиться от костра. Патроны рвались один за другим. Мужчины с криками бегали вдоль берега, после каждого выстрела падая на землю и пытаясь укрыться в складках местности. Только Висаитов не переменил позы. Отгремел последний выстрел и протрезвевшие компаньоны собрались у костра. В тишине Висаитов коротко обронил: «Вот точно так же было и на фронте».

## Награды и звания
- Медаль «Золотая Звезда» Героя Советского Союза № 11610 (05.05.1990).
- Два ордена Ленина (29.06.1945[21]; 05.05.1990)
- орден Красного Знамени (29.12.1941)[22];
- орден Суворова 3 степени (17.02.1945)[23];
- орден Отечественной войны 1 степени (18.03.1985)[24];
- орден Красной Звезды (06.11.1943)[25].
- медали, в том числе:
  - «За боевые заслуги» (03.11.1944);
  - «За оборону Сталинграда»[26];
  - «За оборону Киева»;
  - «За победу над Германией в Великой Отечественной войне 1941—1945 гг.»;
  - «За взятие Кёнигсберга»;
  - «Ветеран труда»;
  - «За безупречную службу» 2-й степени.

Других государств
- орден «Легион почёта» (США, май 1945).
- медаль «Заслуженным на поле Славы» (ПНР)

## Память
8 мая 2010 года в Грозном на территории мемориального комплекса «Аллея Славы» торжественно открыт памятник Мовлиду Висаитову. Также в составе мемориала установлены мемориальная доска и барельеф.
Его именем названы улицы в Грозном, Назрани, Ростове-на-Дону, Надтеречном и целом ряде других населённых пунктов.
В декабре 2020 года Старопромысловский район Грозного был переименован в Висаитовский.
Александр Стегалин посвятил Мовлиду Висаитову песню.